# 속도 결정 단계
화학 속도론에서, 종종 전체 반응 속도는 대략적으로 가장 느린 단계인 속도 결정 단계(영어: Rate-determining step, RDS)나 속도 제한 단계(영어: rate-limiting step)에 의해 결정된다. 어떤 반응 메커니즘에서, 대응하는 반응 속도식 예측(실험적 반응 속도 법칙과 비교하기 위한 것)은 종종 속도 결정 단계로 근사하여 단순화 시킨다.
원칙적으로, 반응물과 생성물 농도의 시간 변화는 메커니즘의 각 반응에 대응하는 반응 속도식들로부터 결정된다. 하지만, 이 미분방정식들의 해석적 해를 구하는 것은 항상 쉽지만은 않고, 어떤 경우는 수치적분이 필요할 수 있다. 속도 결정 단계가 하나만 있다는 가정은 수학적 계산을 크게 단순화시킨다. 가장 간단한 경우는 첫 단계가 가장 느릴 때로, 전체 속도는 첫 번째 단계의 속도이다.
또한 속도 결정 단계가 하나 뿐인 메커니즘의 반응 속도식은 메커니즘과의 관계와 속도 결정 단계가 명백한 단순한 수학적 형태를 가진다. 올바른 속도 결정 단계는 아래의 NO2와 CO의 예시처럼 각 단계를 지정해 반응 속도 법칙을 예측하고 실험적 법칙의 다른 예측과 비교해서 확인할 수 있다.
속도 결정 단계의 개념은 촉매나 연소와 같은 화학 반응의 최적화와 이해에서 매우 중요하다.

## 반응 예:NO2+ CO
그 예시로 기체 상태 반응 NO2 + CO → NO + CO2을 다루고자 한다. 만약 이 반응이 한 단계 만에 일어난다면, 그 반응 속도식(r)은 NO2와 CO 분자의 충돌에 비례한다: r = k[NO2][CO]. 여기서 k는 속도상수이고 대괄호는 몰 농도를 나타낸다. 다른 전형적인 예시는 젤도비치 메커니즘이다.

### 속도 결정 단계는 첫 번째
하지만 사실 관측된 반응 속도는 NO2에 대해서는 2차이고 CO에 대해서는 0차로, 반응 속도식은 r = k[NO2]2이다. 이는 반응 속도가 NO2 두 분자가 반응하는 단계에서 결정되고, 그 뒤에 CO 분자가 더 빠르게 결합한다는 것을 의미한다. 가능한 메커니즘은 반응 속도를 설명할 수 있는 기초적인 두 단계로 이루어져 있다:
1. NO2 + NO2 → NO + NO3 (느린 단계, 속도 결정 단계)
2. NO3 + CO → NO2 + CO2 (빠른 단계)

이 메커니즘에서 반응성 중간체 NO3 가 첫 번째 단계에서 r1의 속도로 생성되고 두 번째 단계에서 r2의 속도로 CO와 반응한다. 하지만 NO3는 첫 번째 반응이 속도 r−1로 역방향 (NO + NO3 → 2 NO2)으로 일어난다면 NO와도 반응할 수 있다. 이 때, 속도에서 마이너스 기호는 역반응의 속도를 나타낸다.
[NO3]와 같은 반응성 중간체의 농도는 계속 낮으며 거의 상수에 가깝다. 따라서 생성되는 속도와 소모되는 속도가 같다고 가정하는 정상 상태 근사로 추정할 수 있다. 이 예시에서 NO3는 한 단계에서 생성되고 두 단계에서 소모된다:
{\displaystyle {\frac {d{\ce {[NO3]}}}{dt}}=r_{1}-r_{2}-r_{-1}\approx 0.}
첫 번째 단계가 느리다는 말은 실제로는 첫 번째 단계의 역방향이 두 번째 단계의 정방향 보다 느리다는 의미로, 거의 모든 NO3가 NO가 아닌 CO와 반응해서 소모된다. 즉, r−1 ≪ r2, 따라서 r1 − r2 ≈ 0이다. 하지만 전체 반응 속도는 최종 생성물(여기서는 CO2)의 생성 속도이므로, r = r2 ≈ r1이다. 즉, 전체 속도는 첫 번째 단계의 속도에 의해 결정되며, 첫 번째 단계에서 반응한 (거의) 모든 분자는 빠른 두 번째 단계로 넘어간다.

### 사전 평형: 만약 두 번째 단계가 속도 결정 단계라면
가능한 다른 경우는 두 번째 단계가 느리고 속도 결정 단계인 경우로, 첫 번째 단계의 역방향 보다 느린 것을 의미한다: r2 ≪ r−1. 이 가정에서는, r1 − r−1 ≈ 0, 따라서 첫 번째 단계가 (거의) 평형 상태에 있다. 전체 반응 속도는 첫 번째 단계에서 반응한 분자의 극히 일부만이 더 느린 두 번째 단계로 넘어가기 때문에 두 번째 단계에 의해 결정된다: r = r2 ≪ r1. 이런 중간체(여기서는 NO3)가 속도 결정 단계 이전에 평형 상태에 이르는 상태를 사전 평형(영어: pre-equilibrium)이라고 부른다 NO2와 CO의 반응에서, 이 가정은 실험에서 나온 반응 속도식과 맞지 않기 때문에 기각된다.
만약 첫 번째 단계가 평형 상태에 있다면, 그 평형 상수 식을 이용하여 중간체 NO3의 농도를 더 안정한(그리고 더 쉽게 측정되는) 반응물과 생성물 관계로 계산할 수 있다:
{\displaystyle K_{1}={\frac {{\ce {[NO][NO3]}}}{{\ce {[NO2]^2}}}},}
{\displaystyle [{\ce {NO3}}]=K_{1}{\frac {{\ce {[NO2]^2}}}{{\ce {[NO]}}}}.}
그러면 전체 반응 속도는 다음과 같다:
{\displaystyle r=r_{2}=k_{2}{\ce {[NO3][CO]}}=k_{2}K_{1}{\frac {{\ce {[NO2]^2 [CO]}}}{{\ce {[NO]}}}},}
이 결과는 위에서 주어진 실험적 반응 속도 법칙과 맞지 않다. 따라서 두 번째 단계가 속도 결정 단계라는 가정이 반증되었다. 하지만, 일부 다른 반응은 아래에서 나타낸 것처럼 빠른 사전 평형이 속도 결정 단계 이전에 관여된다고 믿어진다.

## 친핵성 치환 반응
다른 예시는 유기화학의 단일분자 친핵성 치환 반응 (SN1)으로, 첫 번째 단계가 1차인 속도 결정 단계이다. 특수한 경우는 수산화 나트륨 수용액에 의한 브로민화 tert-뷰틸 (t-C
4H
9Br)의 염기성 가수 분해이다. 이 메커니즘은 두 단계로 이루어져 있다(여기서 R은 tert-뷰틸 라디칼, t-C
4H
9을 나타낸다):
1. 탄소 양이온의 생성 R−Br → R+
 + Br−
.
2. 물 분자의 친핵체 공격 R+
 + OH−
 → ROH.

이 반응은 일차 반응이다: r = k[R−Br]. 즉, 첫 번째 단계가 느리며 전체 속도를 결정한다. OH−가 나오는 두 번째 단계는 훨씬 빨라서 전체 속도는 OH−의 농도와는 무관하다.
반면에 브로민화 메틸(CH
3Br)의 알칼리 가수 분해는 이분자성 친핵성 치환 반응 (SN2)으로 한 2차 단계로 일어난다. 이 반응 속도 법칙은 이차이다: r = k[R−Br][OH−
].

## 전이 상태의 구성
메커니즘의 결정에 있어서 유용한 규칙은 반응 속도 법칙에서 농도 인자는 활성화 착물의 구성과 전하나 전이 상태를 가리킨다. 위의 NO2-CO 반응에서, 반응 속도는 [NO2]2에 의존해서, 활성화 착물은 N
2O
4의 구성으로, NO2 두 분자가 전이 상태로 가기 전에 반응에 들어가며, 전이 상태 이후 CO가 반응한다.
여러 단계를 갖는 예시는 수용액에서 옥살산와 염소의 반응이다: H
2C
2O
4 + Cl
2 → 2 CO2 + 2 H+
 + 2 Cl−
. 관측된 반응 속도 법칙은 다음과 같다:
{\displaystyle v=k{\frac {{\ce {[Cl2][H2C2O4]}}}{[{\ce {H+}}]^{2}[{\ce {Cl^-}}]}},}
이 결과는 활성화 착물이 속도 결정 단계 이전에 2H+
 + Cl−
를 잃는다는 것을 의미한다. 활성화 착물의 공식은 Cl
2 + H
2C
2O
4 − 2 H+
 − Cl−
 + x  H2O, 또는 C
2O
4Cl(H
2O)–
x이다( H2O에 관한 반응 속도의 의존성이 연구되지 않았기 때문에 여기에는 알 수 없는 개수의 물 분자를 추가했다. 그 이유는 데이터를 얻는 곳이 다량으로 존재하며 농도가 본질적으로 변하지 않는 물 용매 안이기 때문이다).
가능한 한 메커니즘은 전이 상태 이전의 예비 상태가 빠르게 사전 평형에 도달하는 것으로 가정되는 것으로 다음과 같다:
Cl
2 +  H2O  HOCl + Cl−
 + H+

H
2C
2O
4  H+
 + HC
2O−
4
HOCl + HC
2O−
4 →  H2O + Cl−
 + 2 CO2

## 반응 좌표
다단계 반응에서, 속도 결정 단계는 반응 좌표에서 깁스 자유 에너지가 가장 높을 필요는 없다. 만약 초기 반응물보다 에너지가 낮은 반응 중간체가 있다면, 후속 전이 상태를 지나야 하는 활성화 에너지는 저에너지 중간체의 깁스 자유 에너지에 따른다. 그러면 속도 결정 단계는 시작 물질이나 어떤 이전 중간체와의 깁스 자유 에너지 차이가 가장 큰 단계이다.
또한 일차 반응이 아닌 단계에서는 속도 결정 단계를 결정할 때 농도를 고려해야 한다.

## 연쇄 반응
모든 반응이 속도 결정 단계가 하나만 있는 것은 아니다. 특히 연쇄 반응의 속도는 보통 한 단계에서만 결정되지 않는다.

## 확산 지배 반응
이전 예시에서 속도 결정 단계는 생성물이 생성되어가는 순차적인 화학 반응들 중 하나였다. 그러나 속도 결정 단계는 반응해서 생성물을 생성하기 위한 반응물의 수송이 될 수 있다. 이 경우는 확산 지배 반응이라 일컬으며 일반적으로 반응 중간체에서 생성물의 형성이 매우 빠르게 일어날 때 반응물의 공급이 속도 결정 단계가 된다.

## 같이 보기
- 생성물 결정 단계
- 개입단계